# Louis-Claude Bourdelin
Louis-Claude Bourdelin  (* 18. Oktober 1696 in Paris; † 13. September 1777 ebenda) war ein französischer Chemiker und Arzt.
Bourdelin war ab 1743 königlicher Professor der Chemie am Jardin du Roi (sein Nachfolger war Pierre-Joseph Macquer) und ab 1736 Dekan (Doyen) der Medizinischen Fakultät in Paris.
Er stammte aus einer Familie von Ärzten und Chemikern (sein Vater war auch Akademie-Mitglied) und wurde 1720 in Paris in Medizin promoviert. 
Er fand, dass die alkalischen Salze in Pflanzen vorkamen ebenso wie Säuren und veröffentlichte unter anderem über Borax, Laugensalze und Bernsteinsäure. Ansonsten war er als Chemiker wenig bedeutend und es wurde gesagt, dass der chemische Demonstrator Guillaume-François Rouelle (Bourdelin hielt die theoretische Vorlesung, Rouelle führte die Experimente aus) ihn regelmäßig zu widerlegen pflegte.
Bourdelin hatte eine Praxis in Paris und war ab 1761 leitender Arzt der Töchter des französischen Königs.
1773 wurde er Mitglied der Leopoldina. Er war Mitglied der Académie des sciences (ab 1725, zuletzt als Pensionär) und wurde 1746  auswärtiges Mitglied der Berliner Akademie.
Er ist nicht mit dem Chemiker Claude Bourdelin zu verwechseln.